# ジデオン・リマ・ジ・カストロ
ジデオン（Gideão）こと、ジデオン・リマ・ジ・カストロ（Gideão Lima de Castro 、1987年12月19日 - ）は、ブラジル・ヴィトーリア出身の元サッカー選手。現役時代のポジションは、ゴールキーパー。